# Platycerus pseudocaprea
Platycerus pseudocaprea là một loài bọ cánh cứng trong họ Lucanidae. Loài này được Paulus mô tả khoa học năm 1970.